# Alstom Coradia-LINT
Il Coradia-LINT è una famiglia di automotrici e autotreni per servizio regionale costruiti da Alstom Transport per diverse società ferroviarie europee di Germania, Paesi Bassi e Danimarca.
Si tratta di un rotabile di concezione completamente modulare dotato di uno o più motori diesel, costruito su specifica del committente in composizione singola (automotrice) o multipla (autotreno). La sigla LINT è un acronimo dalla lingua tedesca per Leichter Innovativer Nahverkehrstriebwagen (automotrice per servizio regionale leggera e innovativa). Inizialmente progettato dall'azienda tedesca Linke-Hofmann-Busch (LHB), venne rinominato Coradia nel momento in cui la stessa società venne assorbita dalla Alstom.

## Caratteristiche
La principale caratteristica dei rotabili è la loro elevata capacità di accelerazione che li rende molto adatti ad un aumento delle prestazioni di linee secondarie caratterizzate da molte curve e frequenti fermate. Il perditempo viene infatti compensato dalla capacità di raggiungere in breve tempo la massima velocità consentita. Vengono su richiesta anche attrezzati di distributore automatico di biglietti a bordo.
Tutte le versioni dispongono di un'area multifunzione collocata vicino a una delle porte di accesso, dotata di sedili ribaltabili, postazione per sedie a rotelle o passeggini e sostegni per il trasporto di biciclette.
Il Coradia-LINT adotta il pianale ribassato che, nella versione base, è posto a 58 cm dal piano del ferro (60 cm per gli esemplari di seconda serie). Una variante del mezzo è la versione H (dal tedesco Hochflur, pianale rialzato), che presenta un'altezza del vestibolo di 78 cm compatibile con le banchine alte in uso nei Paesi Bassi e su alcune linee tedesche.
È possibile l'esercizio in comando multiplo fino ad un massimo di tre unità.

## Versioni
Sono in produzione quattro versioni del LINT, identificate da un numero che corrisponde alla lunghezza del rotabile:
- LINT 27, lungo 27,26 m, è un'automotrice ad un solo elemento;
- LINT 41, lungo 41,81 m, è un rotabile a composizione bloccata di due unità inscindibili;
- LINT 54, lungo 54,27 m, è una composizione binata di due automotrici accoppiate;
- LINT 81, lungo 80,92 m, è una composizione di due automotrici inquadranti una rimorchiata intermedia.

La produzione è concentrata nello stabilimento tedesco di Salzgitter, già sede della LHB.

### LINT 27
Il LINT 27 è la versione base della gamma, dotata di un solo motore alloggiato nel sottocassa di una delle estremità dell'automotrice, nonché l'unica avente trasmissione di tipo idraulico anziché meccanico.
Tali mezzi, ordinati dalle DB nel 2000, sono da allora in circolazione su varie linee secondarie del Nordreno-Westfalia. Nel 2004 entrarono in servizio i primi esemplari per una compagnia privata, la Vectus, operante nei Länder dell'Assia e della Renania-Palatinato, seguita l'anno successivo dalla Harz-Elbe-Express del gruppo Veolia, che li impiega nella regione dell'Harz in Sassonia-Anhalt.
Vengono impiegati in singola composizione sulle linee a traffico meno intenso, altrimenti accoppiati oppure come rinforzo assieme agli autotreni del tipo LINT 41 con i quali è possibile il comando multiplo. Alcuni esemplari hanno un allestimento interno modificato, con la rimozione di buona parte dei sedili nella parte ribassata per consentire il trasporto delle biciclette.

### LINT 41
Il LINT 41 è un autotreno articolato a due casse permanentemente accoppiate, che poggiano su un carrello centrale tipo Jakobs. Ciascuna cassa ha una porta di accesso per ogni lato e gli interni sono a piano parzialmente ribassato. Sotto il pavimento della parte rialzata, nella zona tra il carrello e le porte, è alloggiato il motore diesel.
Molto diffuso in Germania, sia presso le DB che nei parchi di varie compagnie ferroviarie regionali, soprattutto sulle linee dei Länder settentrionali, è ad oggi l'unico rotabile della famiglia che abbia trovato un certo successo in altri Paesi, essendo in circolazione anche in Danimarca e nei Paesi Bassi. Nel 2013 una piccola serie di sei unità fu consegnata alla canadese OC Transpo, che gestisce il servizio urbano della capitale Ottawa.
Dal 2012 è in produzione la seconda generazione del LINT 41, caratterizzata da un nuovo disegno del frontale per ottemperare alle nuove normative di sicurezza. Questo ha comportato un leggero aumento della lunghezza del rotabile, che è ora di 42,17 metri. Le consegne del nuovo modello hanno avuto inizio nel 2013, con la fornitura di nove esemplari alla società Abellio per l'esercizio sulla linea 7 della S-Bahn Reno-Ruhr; altri esemplari sono stati successivamente ordinati dalle ferrovie regionali dell'Assia (HLB, 7 convogli) e dalle DB (14 treni per la Renania-Palatinato e 17 per la linea Lubecca-Stettino), la cui entrata in servizio è avvenuta a partire dall'ottobre 2015.

### LINT 54
Il LINT 54 è uno sviluppo dell'automotrice base "modello 27", resa monocabina ed accoppiata ad un esemplare gemello in modo da ricavarne una composizione binata. A differenza del LINT 27, pur partendo dallo stesso telaio, presenta una più ridotta estensione della zona a pianale ribassato, ciò che è dovuto alla necessità di prevedere lo spazio per un secondo motore di trazione.

### LINT 81
Per rispondere alle esigenze di capacità richieste dai servizi regionali afferenti alle grandi città, unitamente al LINT 54 è stata proposta anche una versione a tre casse, capace di trasportare complessivamente fino a 600 passeggeri tra posti a sedere ed in piedi. Tra le due automotrici a singola cabina è stata perciò inserita un'ulteriore motrice priva di cabina, dotata di un carrello motorizzato. 
Tali convogli, in servizio dal dicembre 2014, circolano su alcune linee facenti capo a Francoforte e Colonia.

### iLint
Prodotto da Alstom a Salzgitter (Germania), il Coradia iLint è il primo treno passeggeri a alimentato a idrogeno (celle a combustibile). Sviluppato partendo dal Lint 54, è lungo 54 metri, composto da due casse, ha un peso di circa 120 tonnellate distribuito su 4 carrelli a 2 assi, 150 posti a sedere, altrettanti in piedi, un'autonomia di 1000 km e può raggiungere i 140 km/h.
iLint è stato presentato nel settembre 2016 alla fiera InnoTrans di Berlino, effettuando successivamente un viaggio di prova a 80 km/h nel marzo 2017.
I primi 2 esemplari sono operativi dal 18 settembre 2018 in bassa Sassonia sulla RB33 - RegionalBahn tra Cuxhaven e Buxtehude via Bremerhaven - tramite l'operatore ferroviario EVB (Eisenbahnen und Verkehrsbetriebe Elbe-Weser); dal 2021 su tale tratta saranno operativi complessivamente 16 convogli iLint, a fronte di una spesa di 81 milioni di euro.

#### Caratteristiche peculiari iLint
Su ognuna delle due casse, iLint dispone di una pila a combustibile che fornisce 200 kW (con un serbatoio composto da 12 bombole, posizionate sul tetto), e di un carrello motore. Le 12+12 bombole complessive, corrispondono a 188 kg di carburante, che a livello energetico equivalgono a circa 624 litri di gasolio.
Oltre a produrre energia elettrica tramite le celle a combustibile, iLint utilizza delle batterie agli ioni di litio per accumulare l'energia prodotta dalle celle non totalmente utilizzata, nonché quella prodotta dal sistema frenante rigenerativo. In tale modo, iLint può arrivare a disporre di ulteriori complessivi 450 kW dalle batterie, per un totale massimo di 850 kW a disposizione del treno (2 x 272 kW di potenza alla ruota).

## Diffusione
Ad oggi sono 16 le imprese ferroviarie che hanno acquistato il LINT, la maggior parte delle quali opera in Germania. Il dato degli utilizzatori effettivi è però superiore, in quanto una parte dei treni è di proprietà di società di leasing oppure degli enti pubblici territoriali, che li mettono a disposizione degli operatori aggiudicatari delle gare di appalto per l'esercizio del servizio.
| Gruppo | Versione  | Società                                           | Anno             | Quantità         | Note                                                                |
| --- | --------- | ------------------------------------------------- | ---------------- | ---------------- | ------------------------------------------------------------------- |
| 640 | LINT 27   | Deutsche Bahn (DB)                                | 2000             | 30               |                                                                     |
| 640 | LINT 27   | Hessische Landesbahn                              | 2004             | 10               | Fino al 12/2014 in uso alla controllata vectus Verkehrsgesellschaft |
| 640 | LINT 27   | Hanseatische Eisenbahn                            | 2005             | 3                | Fino al 12/2018 in servizio presso Harz-Elbe-Express (HEX)          |
| 832 | LINT 27   | LeoExpress                                        | 2005             | 4                | Fino al 12/2018 in servizio in Germania presso HEX                  |
| 648 | LINT 41   | Deutsche Bahn                                     | 2001-2011        | 129              |                                                                     |
| 648 | LINT 41   | Bayerische Regiobahn (BRB)                        | 2008, 2010, 2018 | 47               |                                                                     |
| 648 | LINT 41   | Eisenbahnen und Verkehrsbetriebe Elbe-Weser (EVB) | 2003             | 14*              |                                                                     |
| 648 | LINT 41   | NordWestBahn (NWB)                                | 2000             | 34*              |                                                                     |
| 648 | LINT 41   | Eurobahn                                          | 2003             | 11*              | Dal 12/2011 ceduti a NWB                                            |
| 648 | LINT 41   | Erixx                                             | 2011             | 27*              |                                                                     |
| 648 | LINT 41   | Harz-Elbe-Express                                 | 2005             | 11               | 1 treno demolito causa incidente                                    |
| 648 | LINT 41   | vectus Verkehrsgesellschaft                       | 2004             | 18               | Dal 12/2014 ceduti a HLB                                            |
| 648 | LINT 41   | Hessische Landesbahn (HLB)                        | 2011; 2015       | 30               |                                                                     |
| 648 | LINT 41   | Ostseeland Verkehr (OLA)                          | 2005             | 6                | 1 treno ceduto a HEX, 5 a NWB                                       |
| 648 | LINT 41   | Nord-Ostsee-Bahn (NOB)                            | 2005             | 9**              | Ceduti a NWB                                                        |
| 648 | LINT 41   | Nordbahn                                          | 2001             | 7                |                                                                     |
| 648 | LINT 41   | Oberpfalzbahn                                     | 2016             | 12               |                                                                     |
| 648 | LINT 41   | Abellio Rail Mitteldeutschland                    | 2018             | 52               |                                                                     |
| 648 | LINT 41   | Bentheimer Eisenbahn                              | 2018             | 5                |                                                                     |
| 623 | LINT 41   | Deutsche Bahn                                     | 2015             | 31               |                                                                     |
| ? | LINT 41   | Arriva Danmark                                    | 2003-2012        | 43***            |                                                                     |
| ? | LINT 41   | Regionstog                                        | 2007-2009        | 16               | Dal 7/2015 conferiti a Lokaltog per fusione delle due imprese       |
| ? | LINT 41   | Lokalbanen                                        | 2006-2007        | 27               | Dal 7/2015 conferiti a Lokaltog per fusione delle due imprese       |
| 481/486 | LINT 41   | Nordjyske Jernbaner                               | 2017             | 13               |                                                                     |
| C4 - C9 | LINT 41   | OC Transpo                                        | 2013             | 6                |                                                                     |
| 648 | LINT 41/H | Abellio Rail NRW                                  | 2005; 2013       | 12               |                                                                     |
| 648 | LINT 41/H | Hessische Landesbahn                              | 2006             | 10               |                                                                     |
| 648 | LINT 41/H | NordWestBahn                                      | 2011             | 28               |                                                                     |
| 648 | LINT 41/H | VIAS                                              | 2017             | 9                |                                                                     |
| 5020/5021 | LINT 41/H | Syntus                                            | 2001-2005        | 25               | 9 treni ceduti ad Arriva Nederland, altri 2 a Veolia Transport      |
| 622 | LINT 54   | Erixx                                             | 2014             | 28*              |                                                                     |
| 622 | LINT 54   | vlexx                                             | 2014             | 45               |                                                                     |
| 622 | LINT 54   | Rurtalbahn                                        | 2017             | 3                |                                                                     |
| 622 | LINT 54   | Bayerische Regiobahn                              | 2018             | 5                |                                                                     |
| 622 | LINT 54   | Deutsche Bahn                                     | 2019             | 8                |                                                                     |
| 622 | LINT 54   | Hohenzollerische Landesbahn (HzL)                 | 2019             | 10               |                                                                     |
| 622 | LINT 54/H | Deutsche Bahn                                     | 2014-2015        | 33               | Vedi LINT 81 DB                                                     |
| 622 | LINT 54/H | AKN Eisenbahn                                     | 2015             | 14               |                                                                     |
| 622 | LINT 54/H | Nord-Ostsee-Bahn                                  | 2015             | 3****            | Dal 12/2016 ceduti a DB                                             |
| 622 | LINT 54/H | VIAS                                              | 2017             | 4                |                                                                     |
| 654 | LINT 54   | Alstom Salzgitter                                 | 2016             | 2                | Prototipo alimentato ad idrogeno                                    |
| 554 | LINT 54   | Eisenbahnen und Verkehrsbetriebe Elbe-Weser       | 2022             | 14*              | Serie derivata dai prototipi 654                                    |
| 554 | LINT 54   | Regionalverkehre Start Deutschland                | 2023             | 27 (in consegna) | Serie derivata dai prototipi 654                                    |
| 620 | LINT 81/H | Deutsche Bahn                                     | 2014-2016        | 47               | Di cui 9 treni in origine a 2 casse                                 |
| 620 | LINT 81   | vlexx                                             | 2014             | 18               |                                                                     |
| 620 | LINT 81   | Bayerische Regiobahn                              | 2018             | 4                |                                                                     |
| Annotazioni *Proprietà del Land Bassa Sassonia **Noleggiati da Alpha Trains ***30 mezzi a noleggio da Alpha Trains ****Noleggiati da Paribus-DIF |           |                                                   |                  |                  |                                                                     |